# Воевудский, Василий Михайлович
Василий Михайлович Воевудский (1908-1968) — генерал-майор, советский хозяйственный деятель, начальник Сталинградской железной дороги (1939—1947).
Родился 02.02. (20.01) 1908 г. на ст. Христиновка Киевской губернии. Член ВКП(б) с 1930 г.
С 1924 г. — слесарь паровозного депо Одесской железной дороги. В 1929—1930 гг. слесарь-бригадир, помощник машиниста ст. Оренбург. В 1930—1931 гг. учился на рабфаке. Окончил Московский электромеханический институт инженеров транспорта (1936) и курс высшей вневойсковой подготовки при нём (1934).
В 1936—1938 гг. зам. начальника депо ст. Николаев, начальник планово-производственного бюро паровозного депо ст. Христиновка. С 1938 г. зам. начальника, в 1939—1942 гг. начальник Сталинградской железной дороги. Осенью 1941 г. руководил увеличением пропускной способности дороги для эвакуации промышленного оборудования. Также была построена железнодорожная линия Сталинград — Владимировка.
С апреля по ноябрь 1942 г. зам. начальника Юго-Восточной ж. д. (Воронеж). С ноября 1942 по апрель 1943 г. зам. начальника Южно-Уральской ж. д. (Челябинск). В 1943—1947 гг. начальник Сталинградской ж. д.
С 15 января 1948 г. — начальник Железнодорожного отдела Транспортного управления СВАГ. С 23 июля 1948 г. — зам. начальника Транспортного управления СВАГ.
Награждён орденом Отечественной войны I степени (29.07.1945), медалями «За оборону Сталинграда», «За победу над Германией».
Генерал-директор тяги 3-го ранга.